# گل‌ساعتی ساقه‌بال‌دار
گل‌ساعتی ساقه‌بال‌دار (نام علمی: Passiflora alata) نام یک گونه از سرده گل ساعتی است.